# Axel Ringvall
Axel Ringvall (17 de agosto de 1860 - 21 de diciembre de 1927) fue un cantante, actor e intérprete de revista de nacionalidad sueca. 

## Biografía
Su nombre completo era Axel Wilhelm Leopold Ringvall, y nació en Estocolmo, Suecia. Debutó sobre el escenario en Uppsala en 1880 con la compañía de Carl Johan Fröberg en la obra Nya garnisonen eller Sju flickor i uniform, siguiendo en dicha compañía hasta 1882. Posteriormente actuó en el Teatro Tivoli de Oslo, en el Djurgårdsteatern y en el Södra Teatern. Entre el otoño de 1884 y la primavera de 1887 estuvo muy ligado a la compañía de operetas de Frithiof Carlberg, pasando después a la de Mauritz Ludvig Fröberg, con la cual trabajó hasta la primavera de 1894. 
Finalmente, en 1898 llegó a la compañía de Albert Ranft, llegando a ser un talento de la opereta cómica, actuando en el Teatro Oscar desde su apertura en 1906. Entre sus papeles de mayor fama figuran el de Pomasrel en Die keusche Susanne (1911) y el de Inmari en Geishan (1913)). También actuó en operetas modernas, siendo el Barón Zeta en La viuda alegre (1907) y Couder en Dollarprinsessan (1910). Durante siete veranos fue primer actor en el Brunnshusteatern de Helsinki y en otros tres lo mismo en el Kristallsalongen de Djurgården.
Fue además un excelente cantante, y llevó a cabo giras en las que interpretó composiciones de Elias Sehlstedt. Además, participó en varias grabaciones de sus canciones.
En el período 1908-1927 actuó en once producciones cinematográficas, destacando su papel de Tío Bräsig en Livet på landet en 1924.
Axel Ringvall falleció en Estocolmo en el año 1927, y fue enterrado en el Cementerio Norra begravningsplatsen de esa ciudad. Había estado casado con la cantante de opereta Bertha Wallin.

## Filmografía (selección)
- 1908 : I klädloge och på scen
- 1908 : Dans ur "Surcouf"
- 1912 : Jupiter på jorden
- 1913 : Ringvall på äventyr
- 1913 : Lady Marions sommarflirt
- 1913 : Filmdrottningen
- 1921 : En lyckoriddare
- 1921 : En hjulsaga eller Kärlek och tombolaspel
- 1923 : Andersson, Pettersson och Lundström
- 1924 : Livet på landet
- 1925 : Öregrund-Östhammar
- 1927 : Hin och smålänningen

## Teatro (selección)

### Actor
- 1894 : Lilla frun, de Charles Lecocq, Eugène Leterrier y Albert Vanloo, Vasateatern[2]
- 1894 : Lilla mamma, de Florimond Hervé, Henri Chivot y Alfred Duru, Vasateatern[3]
- 1894 : Fatinitza, de Franz von Suppé, Vasateatern[4]
- 1898 : Geishan, de Sidney Jones, Owen Hall y Harry Greenbank, Vasateatern[5]
- 1901 : Bellevilles mö, de Carl Millöcker, Richard Genée y Friedrich Zell, dirección de Axel Bosin, Södra Teatern[6]
- 1903 : El murciélago, de Johann Strauss II, Karl Haffner y Richard Genée, Vasateatern[7]
- 1905 : Både hjärta och hand, de Charles Lecocq, Charles Nuitter y Alexandre Beaume, Östermalmsteatern[8]
- 1905 : Surcouf, de Robert Planquette,  Alfred Duru y Henri Chivot, dirección de Axel Ringvall, Östermalmsteatern[9]
- 1905 : Madame Scherry, de Hugo Felix y Maurice Ordonneau, Östermalmsteatern[10]
- 1905 : Landsvägsriddarna, de Carl Zeller, Moritz West y Ludwig Held, Östermalmsteatern[11]
- 1905 : Orfeo en los infiernos, de Jacques Offenbach, Henri Meilhac y Ludovic Halévy, Östermalmsteatern[12]
- 1906 : Lilla drottningen, de Léon Xanrof y Michel Carré, Östermalmsteatern[13][14]
- 1906 : Hertiginnan av Danzig, de Ivan Caryll y Henry Hamilton, Östermalmsteatern[15]
- 1906 : Les brigands, de Jacques Offenbach, Henri Meilhac y Ludovic Halévy, Teatro Oscar[16][17]
- 1907 : Le petit duc, de Charles Lecocq, Henri Meilhac y Ludovic Halévy, Teatro Oscar[18]
- 1907 : La viuda alegre, de Franz Lehár, Victor Léon y Leo Stein, dirección de Axel Bosin, Teatro Oscar[19][20]
- 1907 : Talismanen, eller De bägge rödhåriga, de Johann Nestroy, Teatro Oscar[21]
- 1907 : Skytte-Lisa, de Edmund Eysler y Karl Lindau, Teatro Oscar[22]
- 1907 : Surcouf, de Robert Planquette y Henri Chivot, Teatro Oscar[23]
- 1907 : Boccaccio, de Franz von Suppé, Camillo Walzel y Richard Genée, Teatro Oscar[24]
- 1907 : Ambassadören, de Claude Terrasse, Robert de Flers y Gaston Arman de Caillavet, dirección de Emil Linden, Teatro Oscar[25]
- 1908 : El murciélago, de Johann Strauss II, Karl Haffner y Richard Genée, Teatro Oscar[26]
- 1908 : Dollarprinsessan, de Leo Fall, Alfred Maria Willner y Fritz Grünbaum, dirección de Axel Bosin, Teatro Oscar[27]
- 1909 : Fatinitza, de Franz von Suppé, Teatro Oscar[28]
- 1909 : Frånskilda frun, de Leo Fall, Teatro Oscar
- 1909 : Fortunas gunstling, de Karl Gilck, dirección de Carl Barcklind, Teatro Oscar[29]
- 1909 : Skatten, de Helfrid Lambert, Teatro Oscar[30][31]
- 1909 : El estudiante mendigo, de Karl Millöcker, Richard Genée y Friedrich Zell, Teatro Oscar
- 1910 : Mahomets paradis, de Robert Planquette y Henri Blondeau, Teatro Oscar[32]
- 1910 : El barón gitano, de Johann Strauss II y Ignaz Schnitzer, Teatro Oscar[33]
- 1911 : La bella Helena, de Jacques Offenbach, Henri Meilhac y Ludovic Halévy, Teatro Oscar[34][35]
- 1911 : Vackra ladyn, de Giacomo Minkowsky y Rudolf Lothar, dirección de Emil Linden, Teatro Oscar[36]
- 1911 : Die keusche Susanne, de Jean Gilbert y Georg Okonkowski, Teatro Oscar[37]
- 1911 : Sangre vienesa, de Johann Strauss II, Victor Léon, Leo Stein y Adolf Müller, Teatro Oscar[38]
- 1912 : Les brigands, de Jacques Offenbach, Henri Meilhac y Ludovic Halévy, dirección de Albert Ranft, Teatro Oscar[39]
- 1912 : Kvinnohataren, de Edmund Eysler, Leo Stein y Karl Lindau, dirección de Emil Linden, Teatro Oscar[40]
- 1912 : Prinsen av Burgund, de Leo Fall, Alfred Maria Willner y Robert Bodanzky, Teatro Oscar[41]
- 1912 : Gri-Gri, de Paul Lincke, Heinrich Bolten-Baeckers y Jules Chancel, dirección de Emil Linden, Teatro Oscar[42]
- 1912 : Biografflugan, de Walter Kollo y Willy Bredschneider, Teatro Oscar[43]
- 1913 : El Mikado, de W. S. Gilbert y Arthur Sullivan, dirección de August Bodén, Teatro Oscar[44]
- 1915 : Madame Szibill, de Victor Jacobi, dirección de Oskar Textorius, Teatro Oscar[45]
- 1915 : La Mascotte, de Edmond Audran, Alfred Duru y Henri Charles Chivot, dirección de Axel Ringvall, Teatro Oscar[46]
- 1917 : La princesa gitana, de Emmerich Kálmán, Leo Stein y Béla Jenbach, dirección de Oskar Textorius, Teatro Oscar[47][48]
- 1917 : Das Dreimäderlhaus, de Alfred Maria Willner, Heinz Reichert, Franz Schubert y Heinrich Berté, Teatro Oscar[49]
- 1919 : Mr Jack, de Anders Eje y Fred Winter, dirección de Carl Barcklind, Teatro Oscar[50]
- 1920 : En balnatt, de Oscar Straus, Leopold Jacobson y Robert Bodanzky, dirección de Elvin Ottoson, Teatro Oscar[51]
- 1920 : Boccaccio, de Franz von Suppé, Camillo Walzel y Richard Genée, dirección de Carl Barcklind, Teatro Oscar[52]
- 1921 : Damen i hermelin, de Jean Gilbert, Rudolph Schanzer y Ernst Welisch, dirección de Carl Barcklind, Teatro Oscar[53]
- 1921 : El estudiante mendigo, de Karl Millöcker, Richard Genée y Friedrich Zell, dirección de Elvin Ottoson, Teatro Oscar[54]
- 1922 : Lucullus, de Jean Gilbert, Rudolf Schanzer y Ernst Welisch, dirección de Carl Barcklind, Teatro Oscar
- 1923 : El conde de Luxemburgo, de Franz Lehár, Alfred Maria Willner y Robert Bodansky, dirección de Nils Johannisson, Teatro Oscar[55]
- 1923 : Katja, de Jean Gilbert, Leopold Jacobson y Rudolph Österreicher, dirección de Nils Johannisson, Teatro Oscar[56]
- 1923 : Madame Pompadour, de Rudolf Schanzer, Ernst Welisch y Leo Fall, dirección de Nils Johannisson, Teatro Oscar[57]
- 1923 : Gri-Gri, de Paul Lincke, Heinrich Bolten-Baeckers y Jules Chancel, dirección de Elvin Ottoson, Teatro Oscar[58]
- 1924 : På hal is, de Franz Arnold y Ernst Bach, dirección de Knut Nyblom, Vasateatern[59]
- 1924 : Rajhan, de Anders Eje y Fred Winter, dirección de Nils Johannisson, Teatro Oscar[60]
- 1924 : Operettprinsessan, de Richard Kessler, Will Steinberg y Walter Brommé, dirección de Nils Johannisson, Teatro Oscar[61]
- 1924 : Kvinnan i purpur, de Jean Gilbert, Leopold Jacobson y Rudolf Oesterreicher, dirección de Nils Johannisson, Teatro Oscar[62]
- 1925 : La condesa Maritza, de Julius Brammer, Alfred Grünwald y Emmerich Kálmán, dirección de Nils Johannisson, Teatro Oscar[63]
- 1925 : Julstjärnan, de Sverre Brandt y Johan Halvorsen, dirección de Nils Johannisson, Teatro Oscar[64]
- 1927 : Cleopatras pärlor, de Oscar Straus, Julius Brammer y Alfred Grünwald, dirección de Oskar Textorius, Vasateatern[65]

### Director
- 1905 : Surcouf, de Robert Planquette, Alfred Duru y Henri Chivot, Östermalmsteatern
- 1913 : El estudiante mendigo, de Karl Millöcker, Richard Genée y Friedrich Zell, Teatro Oscar
- 1915 : La Mascotte, de Edmond Audran, Alfred Duru y Henri Charles Chivot, Teatro Oscar
- 1916 : Afrikaresan, de Franz von Suppé y Richard Genée, Teatro Oscar
- 1917 : Öregrund-Östhammar, de Selfrid Kinmanson, Teatro Oscar
- 1917 : Prinsessan som inte ville skratta, de Helge Malmberg, Teatro Oscar
- 1919 : La bella Helena, de Jacques Offenbach, Henri Meilhac y Ludovic Halévy, Teatro Oscar
- 1925 : El Mikado, de W. S. Gilbert y Arthur Sullivan, Teatro Oscar